# Ulica Bolesława Drobnera we Wrocławiu
Ulica Bolesława Drobnera – jedna z ulic we Wrocławiu, biegnąca łukiem wzdłuż północnego brzegu Odry Północnej, łącząca ul. Cybulskiego z ul. Sienkiewicza , a ściślej – Mosty Uniwersyteckie z pl. Bema, długości około 780 m. 
Ulica w obecnym jej kształcie wytyczona została w latach 70. XX wieku (realizacja: od roku 1973), wcześniej jej początkowy (wschodni) odcinek pokrywał się z ówczesnym przebiegiem początkowego odcinka ul. Jedności Narodowej, natomiast odcinek zachodni nie istniał. Nazwę ulicy nadała Rada Narodowa Województwa Wrocławskiego uchwałą nr X/II/39/75 z 25 września 1975 r.
Ulica (dwujezdniowa na niemal całej długości – od ul. Dubois do pl. Bema) jest fragmentem trasy przelotowej łączącej na zachodzie mosty Mieszczańskie poprzez ul. Dubois, przez ulicę Sienkiewicza do mostu Szczytnickiego na wschodzie. Od mostu Uniwersyteckiego do ul. Łokietka przebiega nią także dwutorowa linia tramwajowa.